# Дагана
Дагана (на дзонгкха: དར་དཀར་ན་རྫོང་ཁག་) е един от 20-те окръга на Бутан. Населението му е 24 965 жители (по преброяване от май 2017 г.), а площта 1713 кв. км. Намира се в часова зона UTC+6. ISO 3166 – 2 кодът е BT-22.